# ريان وليامز (لاعب كرة قدم)
ريان وليامز (بالإنجليزية: Ryan Williams)‏ (و. 1993  م) هو لاعب كرة قدم، من أستراليا، يلعب كلاعب وسط.

## روابط خارجية
- ريان وليامز على موقع قاعدة بيانات كرة القدم.إي يو (الإنجليزية)
- ريان وليامز على موقع ناشيونال فوتبول تيمز (الإنجليزية)
- ريان وليامز على موقع Soccerbase.com (لاعب) (الإنجليزية)
- ريان وليامز على موقع Soccerway.com (الإنجليزية)